# Ajaronim
Los ajaronim (lit. ‘los últimos’; en hebreo: אחרונים‎; sing. en hebreo: אחרון‎ Ajarón) fueron los rabinos principales y los poskim (referentes) que vivieron el siglo XVI hasta nuestros días, luego de la escritura del Shulján Aruj. Los rabinos eruditos anteriores al Shulján Aruj son conocidos como los rishonim (‘los primeros’). 
El período de los Ajaronim se extiende entre el año 1500 y el 2000.
La distinción entre Rishonim y Ajaronim es fundamentalmente temporal, desde la visión de la Halajá (ley tradicional judía) la distinción es también importante. De acuerdo a la visión ortodoxa, los Ajaronim no pueden disputar las reglas fijadas por los rabinos de épocas anteriores a menos que encuentren fundamento en sabios de dichas eras. Desde otros puntos de vista, como las corrientes reformistas y conservadoras del Judaísmo, e inclusive algunos rabinos ortodoxos, esta visión no es parte formal de la Halajá, y hasta puede ser vista como una violación del sistema halájico. 

## AlgunosAjaronim
Esta lista es forzosamente incompleta, la incorporación de distintos nombres depende también de la pertenencia a distintas corrientes.
- David ben Solomon ibn Abi Zimra (Radbaz)
- Bezalel Ashkenazi, (Shita Mekubetzet),
- Naftali Zvi Yehuda Berlin, (Netziv; Ha'emek Davar)
- Moses ben Jacob Cordovero, (RaMaK)
- Dov Ber de Mezeritch, (Maguid)
- Elia ben Salomon, (Gra, Gaón de Vilna)
- Moses Isserles, (Rema)
- Israel Meir Kegan, (Jofetz Jaim)
- Yosef Caro, (Mejaber), Autor del Shuljan Aruj
- Abraham Isaac Kook
- Judah Loew ben Bezalel, (Maharal)
- Isaac Luria, (Arizal HaKadosh)
- Salomon Luria, (Maharshal)
- Moshé Jaim Luzzatto, (Ramjal)
- Natán de Breslav Reb Noson